# Football League Super Cup
Football League Super Cup, iz sponzorskih razloga zvan i ScreenSport Super Cup je bilo nogometno natjecanje u Engleskoj kojeg je organizirala Football League, a u kojem su sudjelovali klubovi koji su ostvarili plasman u UEFA-ina natjecanja u sezoni 1985./86., ali im je kao kazna za nerede i tragediju na Heyselu data zabrana nastupa u UEFA natjecanjima na pet godina, pa je stoga i kreirano natjecanje poput Super Cupa te također Full Members Cup.
Natjecanje je održano samo za sezonu 1985./86., igralo se u terminima UEFA-inih natjecanja, ali nije polučilo željeni uspjeh, te je njegovo dalje održavanje otkazano.

## Sudionici
| klub              | sjedište    | UEFA natjecanje za 1985./86. |
| ----------------- | ----------- | ---------------------------- |
| Everton           | Liverpool   | Kup prvaka                   |
| Manchester United | Manchester  | Kup pobjednika kupova        |
| Norwich City      | Norwich     | Kup UEFA                     |
| Liverpool         | Liverpool   | Kup UEFA                     |
| Tottenham Hotspur | London      | Kup UEFA                     |
| Southampton       | Southampton | Kup UEFA                     |

## Sustav natjecanja
Šest momčadi je bilo razvrstano u dvije grupe po tri momčadi koje odigrale dvokružnu ligu (šest kola, odnosno četiri utakmice po momčadi). Po dvije najbolje plasirane momčadi iz svake skupine se plasiralo u poluzavršnicu koja je igrana na dvije utakmice (doma i u gostima), a pobjednici parova poluzavršnice su se plasirali u završnicu koja je također igrana na dvije utakmice. 

## Završnica
| Liverpool |  | - |  | Everton |  | 3:1, 4:1 |

## Najbolji strijelac
- 7 golova
  - Ian Rush (Liverpool)

## Poveznice
- Full Members Cup
- Community Shield